# Курия (выборы)
Курия (избирательная курия, лат. cūria) — особый разряд избирателей, класс или группа населения, выбирающая своих депутатов в представительные органы отдельно от других классов. Курии составляют часть куриальной системы выборов (классной системы, разрядной системы). Выделяются по сословному, имущественному, национальному, расовому или какому-либо иному общественному цензу.

## История
- Трёхклассная избирательная система (нем. Dreiklassenwahlrecht) — называлась также прусской, потому что действовала в Пруссии с 1849 по 1918, но применялась и во многих других странах[2][3].
- Куриальной была избирательная система в Цислейтании в составе Австро-Венгрии (в Рейхсрат до 1907 года курии крупных землевладельцев, торгово-промышленных палат, городов, сельских общин, в ландтаги и общинные советы до 1918).
- Существовала на выборах в Российской империи.
- Существовала на выборах в Координационный совет российской оппозиции.

## Российская империя
В Российской империи при выборах в Государственную думу избиратели делились на разряды по имущественному и социальному признакам. Каждая курия выбирала установленное количество депутатов — обычно независимо от численности избирателей данной курии. Несколько раз дополнительно организовывались новые курии, по которым группировались и голосовали избиратели.
| Избирательный закон от 6 августа 1905 года         | Закон от 11 декабря 1905 года                                 | Избирательная система 3 июня 1907 года                                                                                          |
| -------------------------------------------------- | ------------------------------------------------------------- | --- |
| 3 курии                                            | 4 курии                                                       | 5 курий |
| 1. землевладельческая 2. городская 3. крестьянская | 1. землевладельческая 2. городская 3. крестьянская 4. рабочая | 1. землевладельческая 2. крупных городских собственников 3. мелких и средних городских собственников 4. крестьянская 5. рабочая |